# FC Sîngerei
El FC Sîngerei es un club de fútbol de Moldavia de la ciudad de Sîngerei. Fue fundado en 2011 y juega en la Divizia A, la segunda división del fútbol moldavo.

## Palmarés
- Divizia B

Campeón (1): 2015–16